# Història del Líban

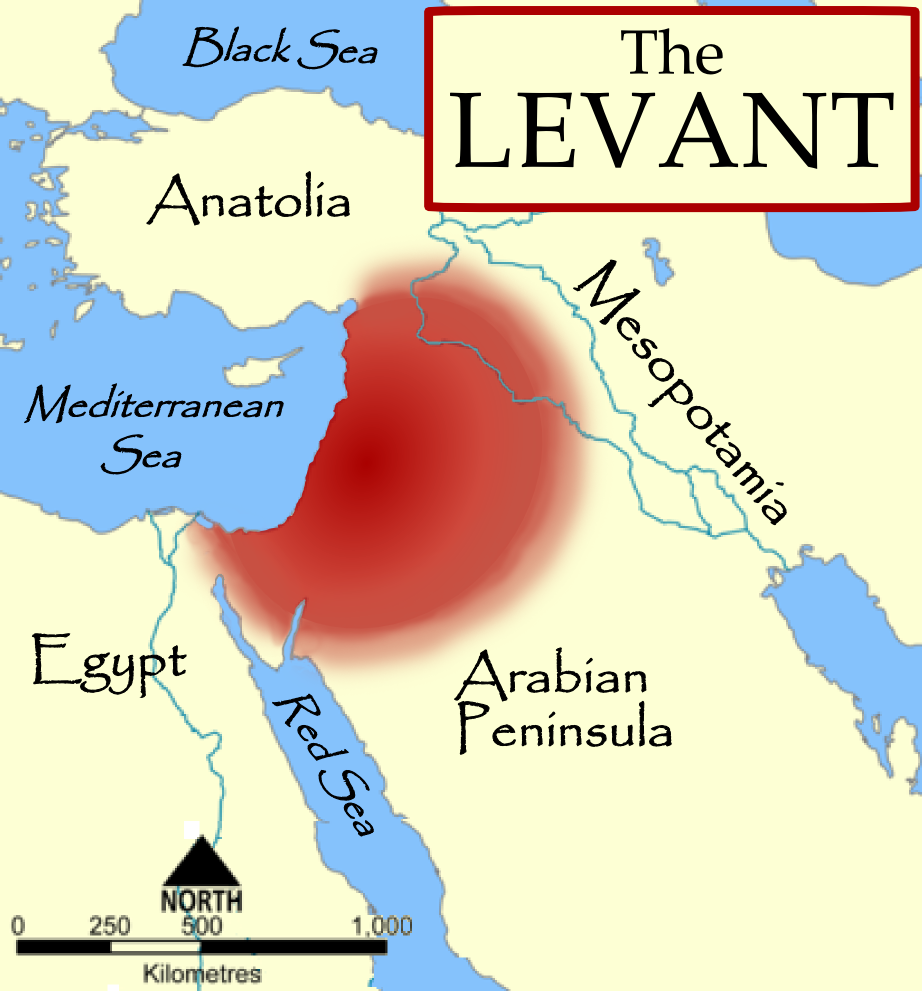
El Llevant

La història del Líban comprèn la història d'un país ric amb més de 5.000 anys d'història. El Líban és situat al Pròxim Orient o Llevant.

## Antiguitat

### Període del3000 aCfins alsegleiaC
La regió és habitada des de l'antiguitat; és descrita a la Bíblia com « la terra de la llet i de la mel ». Des dels temps bíblics, el Líban ha atret els conqueridors per raó dels seus abundants recursos naturals, port protegits que jalonen la costa i de les possibilitats defensives que ofereixen els alts cims. Tots aquests elements van contribuir a fer història del país una verdadera odissea.

#### El món fenici

Territori aproximat de "Fenícia" (nord de Canaan, Sir-Fenícia) a l'edat del bronze final, abans de la colonització fenícia a la Mediterrània

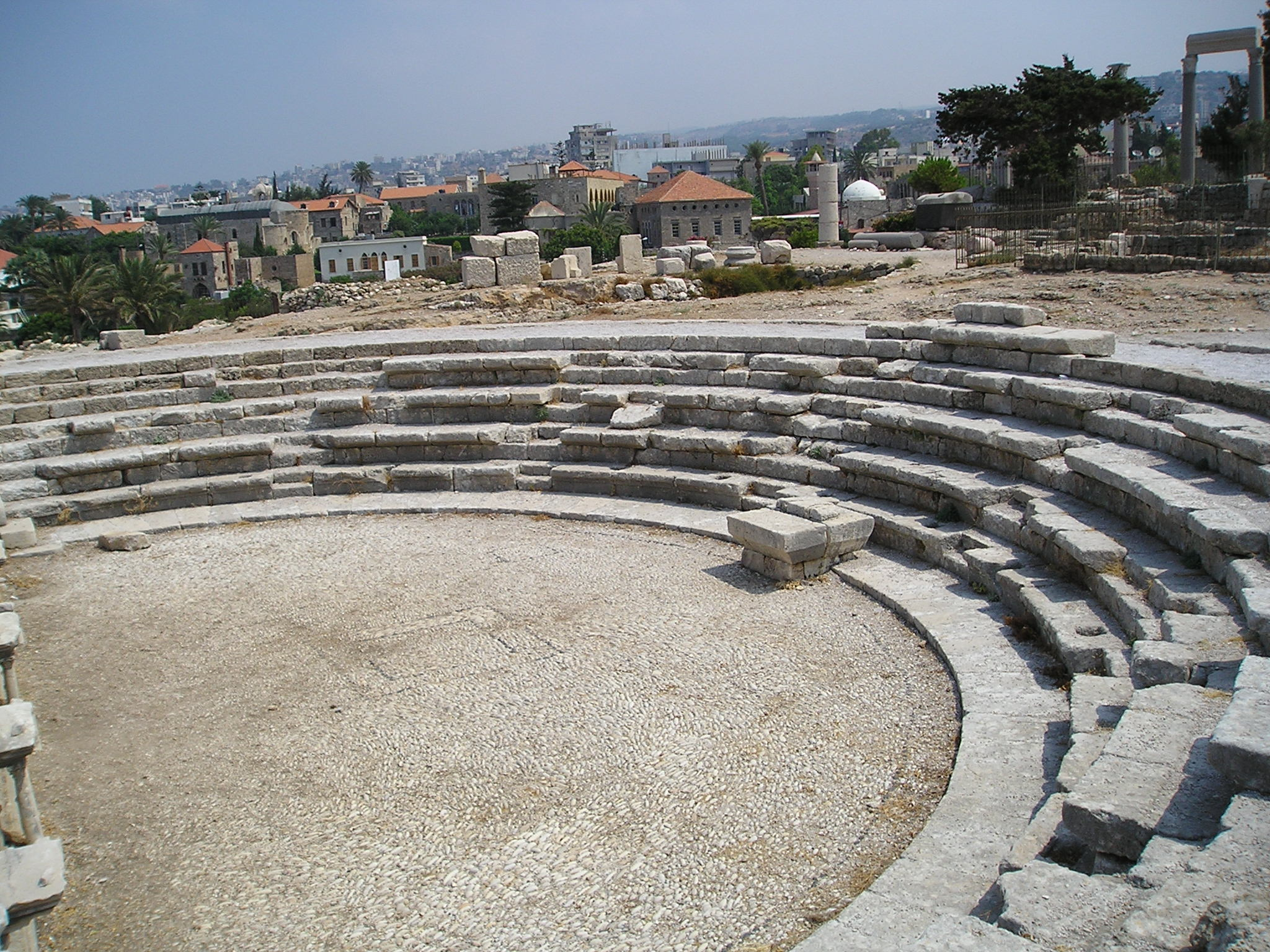
Antic teatre romà a Biblos

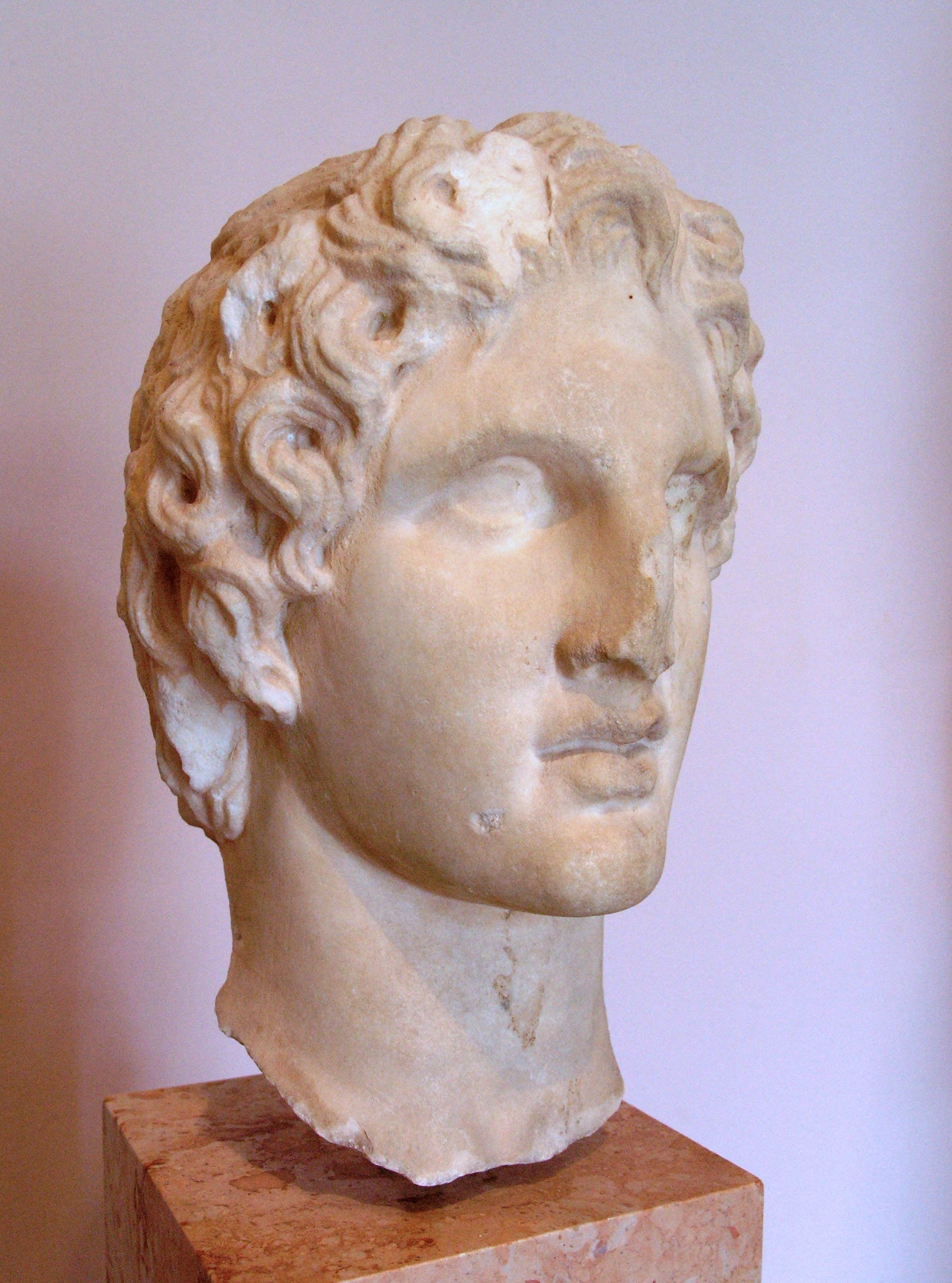
Bust d'Alexandre el Gran al museu de l'Acròpoli d'Atenes

Al mil·lenni III aC, mercès als contactes assidus amb Mesopotàmia, Síria del Nord i d'Egipte, la costa es va urbanitzar al seu torn. Biblos, on aquesta evolució va ser ben testificada, és llavors la més antiga ciutat en pedra coneguda de la humanitat.
Més tard, al voltant de 1200 aC, els fenicis van fundar una de les primeres grans civilitzacions de la conca mediterrània; una civilització que va dominar una part del Mediterrani, gràcies a l'esperit d'emprenedor i al desenvolupament intel·lectual que emanava d'una sèrie de ciutats estat independents. Van regnar sobre el mar basant-se en la superioritat de les seves naus i del seu talent com a navegants; es van revelar com a artesans excepcionals, comerciants dotats i inventen el primer autèntic alfabet - un avanç destacable que obrirà la via a les grans obres literàries de la Grècia antiga.
Els fenicis, poble semític procedent del poble cananeu, van rebre el seu nom dels grecs que els van donar aquest nom (del grec phoinix), designant-los probablement respecte a la tintura de púrpura, de la qual sols els artesans fenicis en tenien el secret. Molt de temps en competència amb els grecs, després els seus descendents púnics en competència amb els romans, les informacions que ens han arribat foren en part esbiaixades pels seus rivals, la qual cosa vehicula una imatge tèrbola i misteriosa. És important saber que entre elogis i crítiques, cal discernir les gelosies, cobdícies i rivalitats de l'època.
Per als grecs (de Grècia, que vivien al Líban), que van ser els primers a utilitzar el nom de Fenícia, el territori s'estenia sobre la zona costanera compresa entre el Mont Casius al nord i Haifa al sud. Dins d'aquesta zona, les ciutats d'Ugarit (Ras-Xamra), d'Arwad, de Biblos (Jbeil), de Beryte (Beirut), de Sidó (Saïda), de Tir (Sur) i d'Acre, constituïen les famoses ciutats estats. Fenícia ocupava llavors aquesta franja costanera, entre la muntanya libanesa i el mar Mediterrani. Un espai variat entre indrets portuaris, petites planures així com un rerepaís de muntanya, on creixen avets i cedres.
Al llarg del seu avanç, els Fenicis es van instal·lar igualment sobre les illes, grans llocs estratègics sobre el seu camí d'evolució: la primera verdadera escala va tenir com a base Xipre (l'illa del coure). Les troballes evoquen una presència fenícia almenys des del segle ix aC. El centre principal va ser Kition però hi va haver altres assentaments a Pafos, Tàmassos, així com en altres ciutats.
Després de Xipre, els marins fenicis es van aventurar a l'arxipèlag de la mar Egea. Homer menciona assentaments comercials, punts de suport fundats per venedors. La Creta, l'Eubea i les illes del Dodecanès semblen haver conservat alguns dels rastres d'aquesta presència a trenc d'alba del primer mil·lenni. En el moment d'aquests primers intercanvis els grecs van aprendre a utilitzar l'alfabet fenici que van adaptar llavors a la seva pròpia llengua.
Hom torna a trobar els fenicis a Malta, a Sicília (Mòtia), a Sardenya (Càller, Tharros, Nora), Tunísia (Cartago, Tapsos, Adrumetum) fins a arribar a Espanya (Cadis, Eivissa) el país dels metalls i de les riqueses (l'or i els diners). Els vaixells fenicis van salvar també les columnes d'Hèrcules i van anar fins a Bretanya i Cornualla a la recerca de les mines d'estany.

#### De la conquesta d'Alexandre a la colonització romana
Des del segon mil·lenni i sobretot al primer mil·lenni aC, el Líban fenici va ser amenaçat per l'expansió dels grans imperis continentals que es van succeir a l'Orient antic: Egipte, Assíria, Babilònia i després la Dinastia Aquemènida. Amb la conquesta per Alexandre el Gran el 333 aC, el Líban s'obre a les influències hel·lenístiques. El territori va ser en principi dominat per l'Egipte dels Ptolomeus,i després per la dinastia dels Selèucides; la conquesta romana es va produir al segle i aC.

## Del naixement del cristianisme al Líban medieval

### Període delsegleialsegleviifins a l'arribada de l'islam[1]

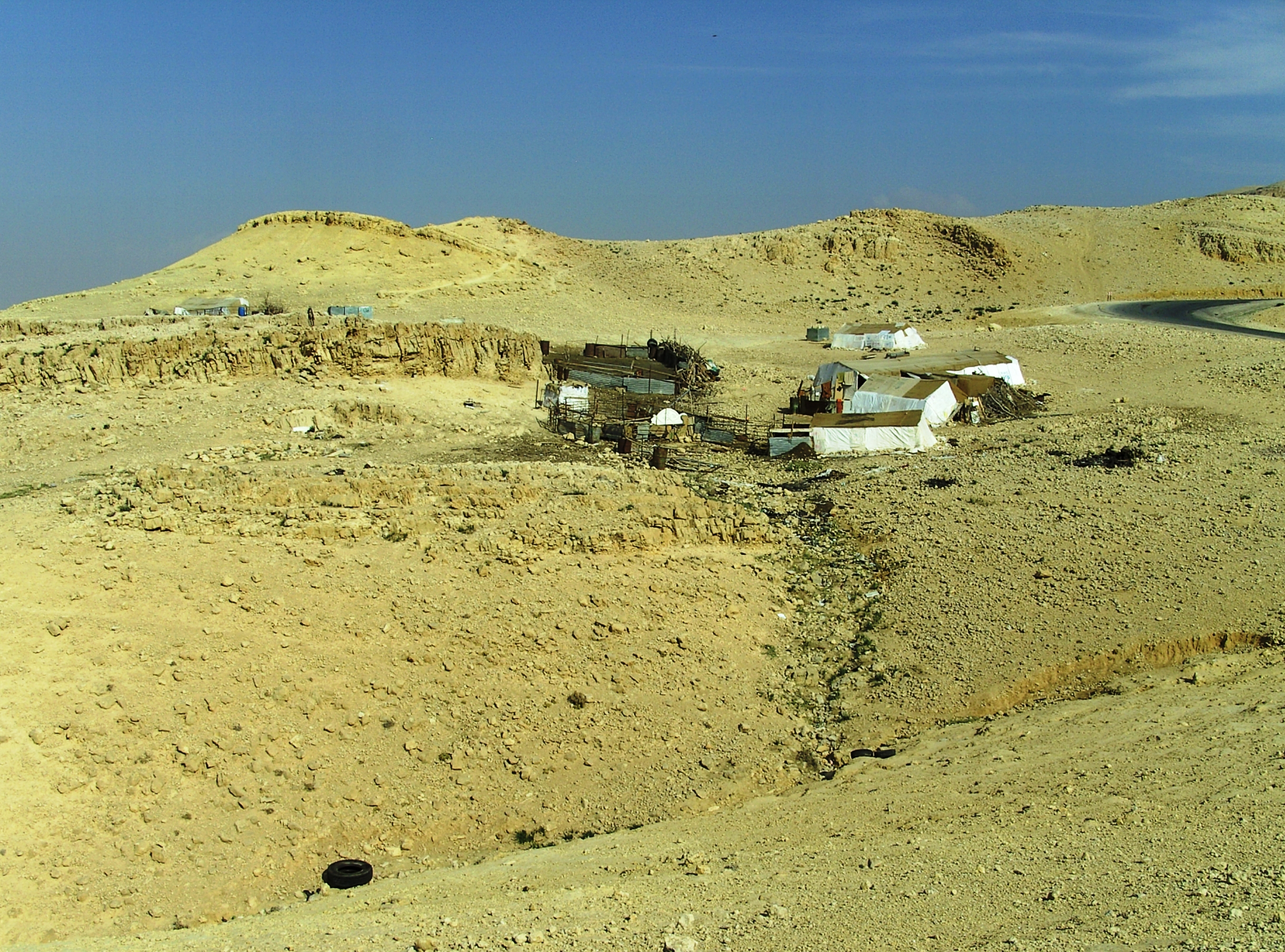
Beduïns a Jordània

Progressivament cristianitzat a partir del segle ii, sense que les comunitats cristianes coneguessin llavors un desenvolupament comparable a les de les províncies aràbigues (Síria, Jordània, Aràbia actuals, fins i tot Iemen), el Líban cristià, fins aquí dependent de l'Imperi Romà d'Orient, es va constituir a partir de la conquesta àrab musulmana al segle vii, sobretot per la retirada a la muntanya libanesa de comunitats religioses heterodoxes: al nord, van ser els cristians monotelites expulsats de Síria, els maronites (és a dir, que la muntanya va ser cristianitzada al segle v pel deixeble de sant Maron Ibrahim l'asceta). La muntanya libanesa va servir igualment de refugi a partir del segle xi, al sud, a la comunitat musulmana dissident drusa.
L'islam arribà al segle viii procedent de la Península Aràbiga: va ser vehiculat pels beduïns que van intentar múltiples successions de missions religioses i va esdevenir la religió predominant de tota la península des del desert de l'Aràbia.
El Líban esdevé des de llavors un país molt diversificat en l'aspecte religiós - el que explica que hagi esdevingut Estat multiconfessional avui.

### Arribada de l'islam (seglevii)
L'islam va guanyar així el Líban (en aquell temps Jabal Lubnan) al segle viii. Van ser llavors sobretot xiïtes els que dominaren després de diverses guerres religioses en aquesta època, mentre que els sunnites van arribar amb la conquesta otomana al segle xvi, es van instal·lar en certes ciutats de la costa Libanesa i van portar amb ells els costums otomans com la Xixa, els dolços i el cafè turc. Cal fer notar que mai no hi havia hagut canvi al si de la religió cristiana al Líban, els cristians conserven les seves prerrogatives fins als nostres dies.
Al segle vii es van instal·lar els mardaïtes, que seran probablement els avantpassats dels maronites libanesos. Els mardaïtes són la punta de llança d'una reconquesta cristiana de Terra Santa, que els emperadors romans d'Orient faran avortar signant la pau amb el califat. Els mardaïtes se separen llavors de l'autoritat de l'Imperi Romà d'Orient i funden un estat catòlic autònom que va des de la Galilea a la vall de l'Orontes (o sigui, una mica més gran que l'actual Líban). Però les terres reconquerides als musulmans seran a poc a poc abandonades i el Líban maronita es reduirà a la cadena occidental del Mont-Liban, entre l'Akkar al Nord i Beirut al sud. Els àrabs aplegaren un gran nombre de tropes per conquerir el nou estat libanès (més de 60.000 homes, segons certs historiadors), mentre que, per la seva banda, els mardaïtes apleguen 30.000 guerrers. És un xoc titànic per a l'època : les forces en presència són més nombroses que a la batalla de Poitiers. Tanmateix, els mardaïtes, més forts i més hàbils, es fan forts a les seves i s'enduen la victòria enfront d'un enemic dos cops més nombrós, amb molts anys d'experiència en la guerra. De ben segur és, probablement, l'esdeveniment principal que va contribuir a aturar l'expansió de l'islam. Els àrabs feren altres temptatives per conquerir el Líban mardaïta, però totes van fracassar}: el Líban no caurà sota domini islàmic sinó després de les Croades. Fins i tot els historiadors àrabs com Al Baladhuri reconeixen aquesta derrota de les seves tropes.
L'islam va estar així adoptat per diferents pobles tant a la recerca de filosofies existencials com desitjosos de rebutjar el domini de l'Imperi Romà d'Orient en aquesta regió de la península aràbiga. Tanmateix, tant a l'Iraq com a Síria, certs pobles cristians van conservar la llengua aramea i els seus costums fins a èpoques molt recents. Durant aquest primer període musulmà, l'islam no era imposat. Respectuós amb les altres creences religioses, així com amb el dret de cadascun de disposar com millor ho sentís de la seva llibertat de religió i de la seva opinió, era l'islam tolerant del període omeia. Aquest període es va acabar pel trasbals provocat per les Croades.

### Croades (seglexii)
Al segle xii, durant el període de les Croades, el Líban estava englobat en els Estats croats: el nord pertanyia al Comtat de Trípoli i el Sud (amb Tir, Beirut i Sidó) formà part del Regne de Jerusalem fins a 1291. En aquesta època, els maronites van aportar una ajuda activa als croats. També, en el moment de la tornada dels musulmans a la fi del segle xii, amb la reconquesta per l'islam dels Estats llatins d'Orient, la comunitat cristiana va haver d'experimentar persecucions, sobretot de part dels mamelucs egipcis, els nous amos del país fins al començament del segle xvi.

### Període otomà (1516 en endavant)[calcitació]
En efecte, el Líban va ser englobat el 1516 en l'Imperi Otomà, tot i que l'administració turca no fou efectiva realment més que en els ports i, per tant, les costes. La muntanya va passar sota l'autoritat de la família dels Maan (1544 / 1697), l'autoritat dels quals era reconeguda tant pels drusos com pels maronites. El poder dels Maan va conèixer el seu apogeu sota Fakhr-ad-Din II que, revoltat contra el poder de la Porta, va ser executat a Istanbul el 1635. La dinastia següent, la dels Xihab, va regnar de 1698 a 1841 sobre la muntanya del Líban que va gaudir així d'una autonomia gairebé total en un marc de tipus feudal. Paral·lelament, sobre la costa, és un poder diferent el que s'estableix, al voltant del mameluc egipci d'origen bosni, Jezzar Paixà, amo de Beirut a la fi del segle xviii. Gràcies a ell, Baixir Xihab II esdevingué emir (1790-1840). Va saber guardar-se d'acceptar les ofertes de Bonaparte quan es va produir el setge de Sant Joan d'Acre (1799). Per contra, no va aconseguir lluitar contra el wali egipci Muhàmmad Alí Paixà, les pressions del qual sobre Síria i el Líban van provocar una insurrecció popular, fomentada per la Gran Bretanya, i provocà també la fi del regnat de Baixir Xihab II.

### Un estat multicultural i plurilingüístic
Aquesta història complexa explicà la diversitat lingüística actual del Líban. Fou la llengua italiana que es va implantar en principi als ports libanesos, la influència comercial de les repúbliques de Venècia i de Gènova fou determinant entre els segles xiii i xvii. Tanmateix, les capitulacions signades entre Francesc I de França i després els seus successors i la Sublim Porta van fer del rei de França el protector oficial dels cristians d'Orient i permeteren a les missions religioses desenvolupar-se. Les congregacions dels jesuïtes, caputxins, llatzeristes, els germans de les Escoles Cristianes de La Salle, els maristes, les Filles de la Caritat van fundar escoles que permetrien la implantació del francès al Líban, durant el període otomà.
La presència francesa permetrà, amb la creació del Gran Líban per la Societat de Nacions després de la Primera Guerra Mundial (vegeu més endavant), d'estendre l'ensenyament del francès tant en l'àmbit privat com en el públic. El francès i l'àrab són reconegudes com a llengües oficials (1926).
Si amb la independència l'àrab és reconeguda com a única llengua oficial, el francès manté un lloc privilegiat tant en la realitat com en els textos, ja que, per exemple, els estudiants poden estudiar les ciències i les matemàtiques en francès o en àrab, segons la seva elecció. També, el Líban forma part integrant de la francofonia i és d'altra banda membre de l'Organització internacional de la francofonia. Però l'anglès pren avui un lloc cada vegada més important, tant en l'àmbit escolar com professional.

## El Líban sota influència occidental

### Période de1830a1918

#### 1861-1915: la província (mutasarrifiya) autònoma del Mont-Liban

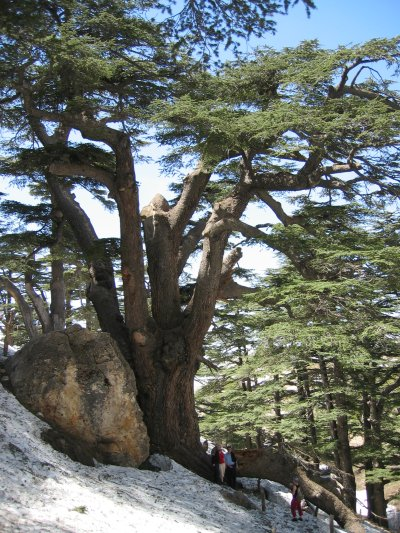
Cedrus libani a les faldes del Mont Líban

En resposta a les massacres dels maronites per part dels drusos de 1840 a 1860, les grans potències de l'època (França, la Gran Bretanya, l'Imperi Austrohongarès, Rússia i Prússia van enviar un cos expedicionari i van obligar l'Imperi Otomà a crear una província (mutasarrifiya) autònoma del Mont Líban en 1861. Havia de ser dirigida per un governador, sota la vigilància dels cònsols europeus. Un consell consultiu central, majoritàriament compost de cristians, fou igualment establert sobre una base comunitària proporcional. És durant aquest període d'autonomia que van ser creats els primers consells municipals escollits al Líban, en 1879 a Jounieh per exemple. Entre 1880 i 1914 el creixement demogràfic i la crisi de la sericicultura van provocar un molt important moviment d'emigració cap a les Amèriques que va afectar almenys una quarta part de la població.

#### Llista dels governadors otomans cristians del Mont-Liban
- 1861-1868: Dawud Paixà (+/-1816-1873) - Armeni catòlic d'Istanbul[4] - Ambaixador a Viena (1856-1857)/ Governador del Líban (1861)/ Cap d'obres públiques (1868)[5]
- 1868-1873 : Nasri Franco Coussa anomenat "Franco Paixà" (1814-1873) - Sirià greco-catòlic ("Llevantí") d'Alep
- 1873-1883 : Rüstem Mariani, anomenat "Rüstem Paixà" (1810-1885) - italià catòlic nascut a Florència, aristòcrata exiliat, naturalitzat otomà.[6]
- 1883-1892 : Pashko Vasa Shkodrani anomenat "Vasa Paixà" (1824-1892) - Albanès catòlic de Shkodër (autor de poemes - publicats a títol pòstum - predicava la unitat nacional albanesa més enllà de les diferències religioses)
- 1892-1902 : Naum Coussa, anomenat "Naum Pasha" (1846-1911) - gendre de Nasri Franco Coussa
- 1902-1907 : Ladislas Czaykowski, anomenat "Muzaffar Paixà" (1837/1840-1907) - d'origen polonès
- 1907-1912 : Yússef Coussa, anomenat "Yússuf Paixà" (1856-?) - fill de Nasri Franco Coussa
- 1912-1915 : Ohannès Kouyoumdjian anomenat "Ohannes Paixà" (1856-1933) - Armeni catòlic (autor de : Le Liban. À la veille et au début de la guerre. Mémoire d'un Gouverneur, 1913-1915, publicat el 2003)

## La constitució de l'Estat modern

### Període: 1918-1943

#### El mandat francès

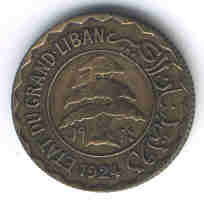
Peça de 5 piastres de l'Estat del Gran Líban (1924)

Poc després de la Primera Guerra Mundial el 1920, França obté de la Societat de Nacions un mandat sobre les regions sirianes del Llevant. El Regne àrab de Síria és proclamat, tot reservant al Mont Líban l'estatut de regió autònoma. Però progressivament, un moviment nacionalista àrab mobilitza intel·lectuals de Beirut i del Mont Líban que aspiren a la independència de Síria, sota la direcció d'un sobirà àrab, mentre que altres, entre els quals els maronites són majoritaris, pensen en un Estat libanès independent, protegit pels seus vincles privilegiats amb França.
El 1920, sota la pressió d'aquests últims, el governador francès, Henri Gouraud s'imposa als nacionalistes sirians, proclama l'Estat del Gran Líban i fixa les seves fronteres.
Les clivelles feien improbable el naixement d'una entitat política libanesa unificada, atès que cada comunitat guardava en memòria la seva versió ben particular de la història, rarament d'acord amb la dels altres.
El 1925, el sud-est del Líban és afectat per la revolta drusa de Síria.
El 1926, el país esdevé oficialment una República, pren el nom de República libanesa, adopta la seva primera constitució i crea els càrrecs de president de la República i de cap del govern.

### El començament de la independència
Després de la invasió del país pels Aliats durant la Segona Guerra Mundial, les autoritats franceses de Vichy són expulsades i el Líban passa, com Síria, sota el control de la França Lliure. Malgrat un acord de principi per a la independència, els gaullistes intenten mantenir el país sota control. El 21 de setembre 1943, Béchara el-Khoury esdevé President de la República, Riyad es-Solh pren, per la seva banda, el càrrec de cap del govern. Esclata un conflicte entre aquests, partidaris resolts de la independència, i el representant francès Jean Helleu, que fa empresonar el govern l'11 de novembre. El 22 de novembre, la França lliure s'ha de decidir a alliberar el govern i a concedir la independència al país.

### Desenvolupament i democràcia
El 1952, Camille Chamoun accedeix a la presidència. El seu mandat és marcat per la manca de respecte del president per a la convenció nacional. Chamoun reforça les prerrogatives presidencials, i malgrat el context regional i nacional proàrab, marca una inflexió de la política exterior del Líban en un sentit pro-occidental, prescindint totalment els sentiments dels Libanesos de les classes pobres. S'adhereix fins i tot a la doctrina Eisenhower de coordinació de les forces antisoviètiques a l'Orient Mitjà secament rebutjada per tots els altres països àrabs.

### La Crisi de 1956-1958 al Líban

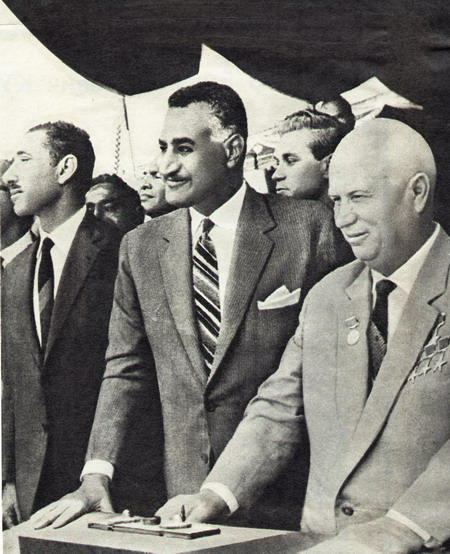
Gamal Abdel Nasser amb Nikita Khrusxov.

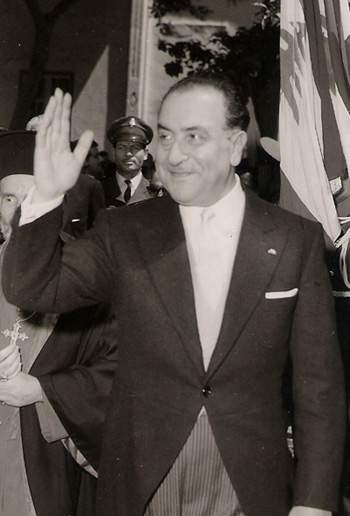
Fouad Chehab

El context regional de les nacions àrabs que es revolten i el rebuig al president pro-occidental Camille Chamoun de trencar les relacions diplomàtiques amb el Regne Unit i França mentre que aquestes ataquen Egipte durant la crisi de Suez, empenyen la comunitat musulmana a reclamar al govern una fusió amb la República Àrab Unida, la qual cosa és rebutjada categòricament per la comunitat cristiana. La pressió augmenta. Els refugiats palestins ja s'havien preparat llavors per a la guerra i per prendre el Líban en el lloc de Palestina. Reben suport del president egipci Gamal Abdel Nasser i del règim sirià; Nasser havia arranjat la decisió del "Caire" per fer armar els palestins solament en territori libanès. Es tracta d'una decisió més internacional que local, en la qual figura com a primer soci l'antic règim soviètic (URSS), que tenia en aquell temps bones relacions amb l'Estat d'Israel. Bombes i assassinats precedeixen vastes manifestacions al carrer. A partir de maig del 1958 esclata una guerrilla a la muntanya entre legitimistes i insurgents. Davant aquesta agitació, Camille Chamoun aconsegueix el desembarcament de 15.000 soldats d'infanteria de marina americans que asseguren el triomf de la contrarevolució dels Kataeb, majoritàriament cristians.
El mandat de Chamoun comportà un renaixement cultural i econòmic del qual el Líban guardaria sempre el rastre, malgrat la guerra de 17 anys. Feu possible també un renaixement de la llibertat d'expressió i de la llibertat de premsa, en un moment en què cap país àrab no en tenia. Al final del seu mandat, el setembre de 1958, és elegit president el general Fouad Chehab, unànimement respectat pels dictadors àrabs. L'oposició imposa el nomenament del líder de la insurrecció, Rachid Karamé, pel càrrec de Primer Ministre. És un període de retrocés de la llibertat i de mandat anomenat militar.

### Elchehabisme
El nou president endega una millora de relacions amb Nasser, i el Líban juga plenament el seu paper de mediador entre àrabs; s'apaivaguen de cop les reivindicacions internes dels musulmans i dels drusos.
Chehab obre un període d'estabilitat durant el qual la prosperitat libanesa semblava haver retornat. Aquesta política de restauració de l'estat sobirà és anomenada fins ara chehabisme.
L'economia experimenta un fort creixement, que accentua les desigualtats entre les diferents regions i comunitats.

### El cop d'estat de 1961
En la nit del 30 al 31 de desembre de 1961, el Partit social nacionalista sirià intenta un cop d'estat. Una vintena de carros de la guarnició de Tir s'uneixen als colpistes i intenten sense èxit un assalt al Ministeri de Defensa. El cap de l'Estat major (Youssef Chemayet), el director de la Seguretat general (Tawfic Jalbout), el comandant de la gendarmeria i el comandant militar de Beirut són empresonats. Fouad Chehab envia l'exèrcit i captura els colpistes. Els ostatges seran alliberats en la mateixa jornada.

### L'augment de la inestabilitat (1966-1975), el problema palestí
A partir de la fi dels anys 1960, la vida política libanesa queda esquitxada per casos de corrupció generalitzada de funcionaris, que es veuen obligats a dimitir per desenes, i pels desacords sobre els temes de política exterior i de tractament de la "resistència" palestina. La classe dirigent pateix conflictes interns a causa del repartiment de les posicions de poder. Els moviments es radicalitzen i la tensió augmenta.
Els nacionalistes conservadors cristians temen per a la cohesió nacional, atès els islamo-palestino-progressistes són solidaris amb la resistència. Les milícies es comencen a armar massivament; el bàndol proàrab rep el suport dels palestins, mentre que els nacionalistes miren cap a Occident. Comencen onades d'enfronaments, que oposen la falange als palestins, i la falange al moviment nacional.

### El problema palestí

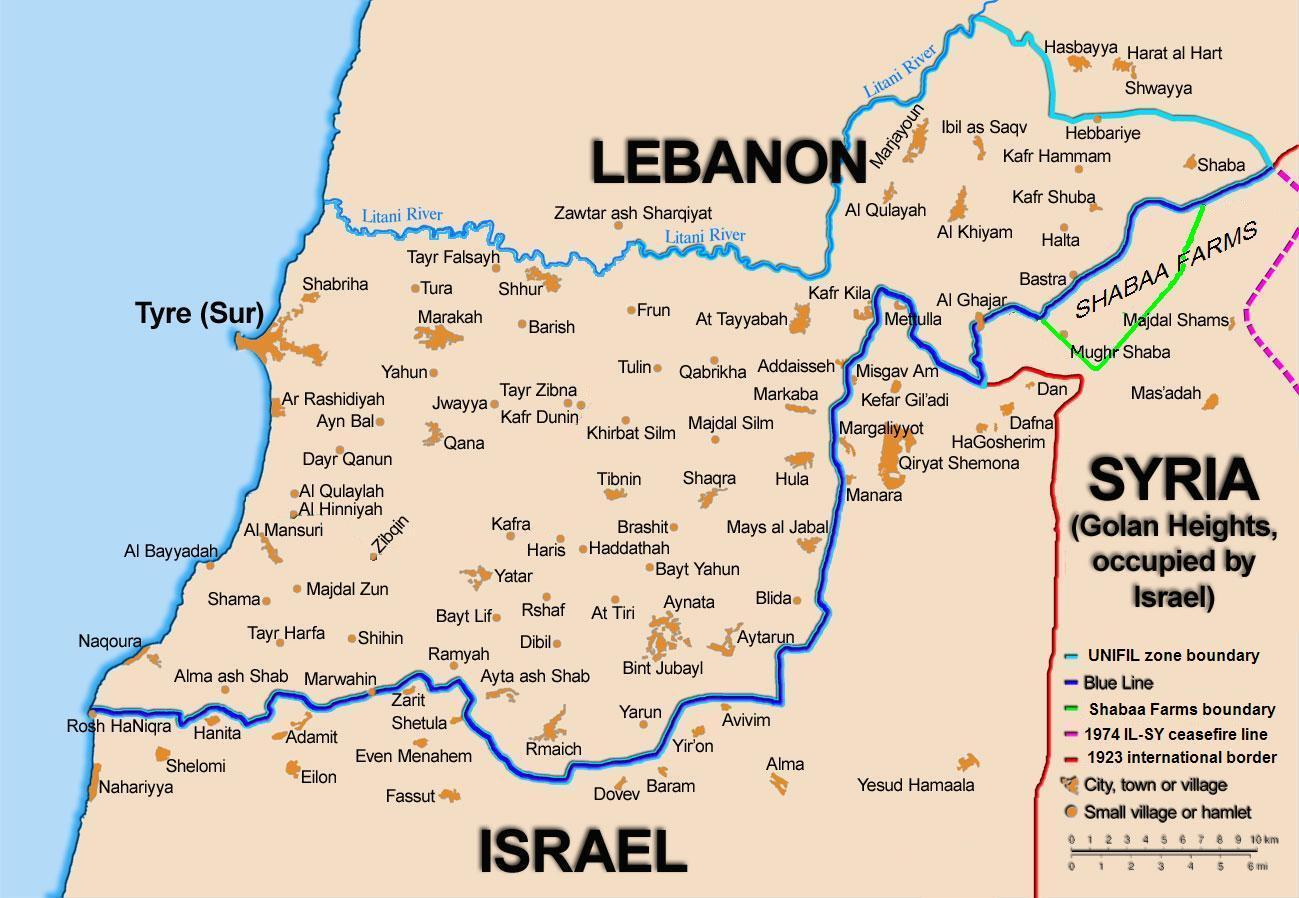
La Línia Blava demarcació la frontera Líban-Israel així com la frontera Líban - Alts del Golan.

Els camps de refugiats es converteixen en bases d'entrenament militar i diversos centenars de fedaïns llancen operacions de tipus comando contra la frontera nord d'Israel, o fins i tot accions terroristes a l'estranger. Davant la resistència que s'organitza, Israel espera del Líban que asseguri la seva seguretat controlant l'activitat dels palestins sobre el seu territori, però el Líban és massa feble per resoldre el problema.
Després de la guerra dels Sis Dies i l'ocupació de Cisjordània i de Gaza per Israel el 1967, després sobretot la forta repressió jordana contra els fedaïns palestins el setembre 1970 —coneguda amb el nom de Setembre Negre—, la causa palestina s'enfonsa.
L'exèrcit libanès tracta, el 1969, de reprendre el control dels camps, però és massa feble. S'arriba a un compromís amb la signatura al Caire sota la protecció de Nasser, el 1969, d'un acord entre Iàssir Arafat, líder de l'OAP, i el comandant en cap de l'exèrcit. L'extraterritorialitat dels camps dels fedaïns està reconeguda. Aquest acord és mantingut secret, ja que és contrari al ple exercici de la sobirania libanesa.
A diferència dels Estats àrabs veïns, amb un poder fort, que no vacil·len a tractar el problema palestí de manera radical, la presència dels refugiats palestins al Líban i sobretot la lluita de l'OAP contra Israel esdevenen el punt principal de desacord entre els dos grans blocs.
Per defensar-se contra els fedaïns, l'exèrcit israelià llança nombroses operacions de represàlies al Sud i fins a Beirut. La població libanesa sofreix de ple l'assot d'aquests atacs.

## La guerra del Líban (1975-1990)

### La «guerra dels dos anys» (1975-1976)
Al matí del 13 d'abril de 1975, diversos trets fan dos morts en el moment de la inauguració d'una església per Pierre Gemayel. A la tarda, pistolers falangistes ataquen un bus que passava pel mateix carrer i maten 27 treballadors palestins. L'espiral cap a l'anarquia s'amplia; és el començament de la guerra civil.
1976: Les milícies cristianes assetgen i destrueixen els camps palestins de Quarantina i Tell el Zaatar; les milícies palestines i les del Partit socialista progressista de Kamal Jumblat repliquen amb un atac sobre la ciutat cristiana de Damur.

### La intervenció siriana
El 1976, dirigents maronites reclamen socors i avalen la intervenció siriana.
Gràcies a la intervenció militar i diplomàtica de les potències regionals àrabs, el president libanès i el cap de l'OAP són convocats a Al-Riyad aquest mateix any. Són convidats per Aràbia Saudita i Egipte a reconèixer la legitimitat de la presència de les tropes sirianes al Líban, i l'oficialitzen amb el desplegament de la Força àrab de dissuasió (FAD).

### «Ni guerra ni pau» (1977-1981)
Aquesta presència militar revifa les brases i enquista els libanesos en lluites internes. El 1978, al Sud, els dirigents israelians del Likkud apliquen la nova «estratègia preventiva» contra els atacs palestins i multipliquen les incursions armades. Provoquen l'èxode de 200.000 libanesos. En retirar-se al juliol, l'exèrcit israelià fa d'obstacle al desplegament de la Força Interina de les Nacions Unides al Líban (FINUL). Confia el control d'un «cinturó de seguretat» d'una desena de quilòmetres de profunditat a l'«Exèrcit del Líban lliure», una fracció de l'exèrcit regular aïllat, per impedir l'avanç de les forces palestines en l'extrem sud.

### La Invasió del Líban de 1982 (juny de 1982)

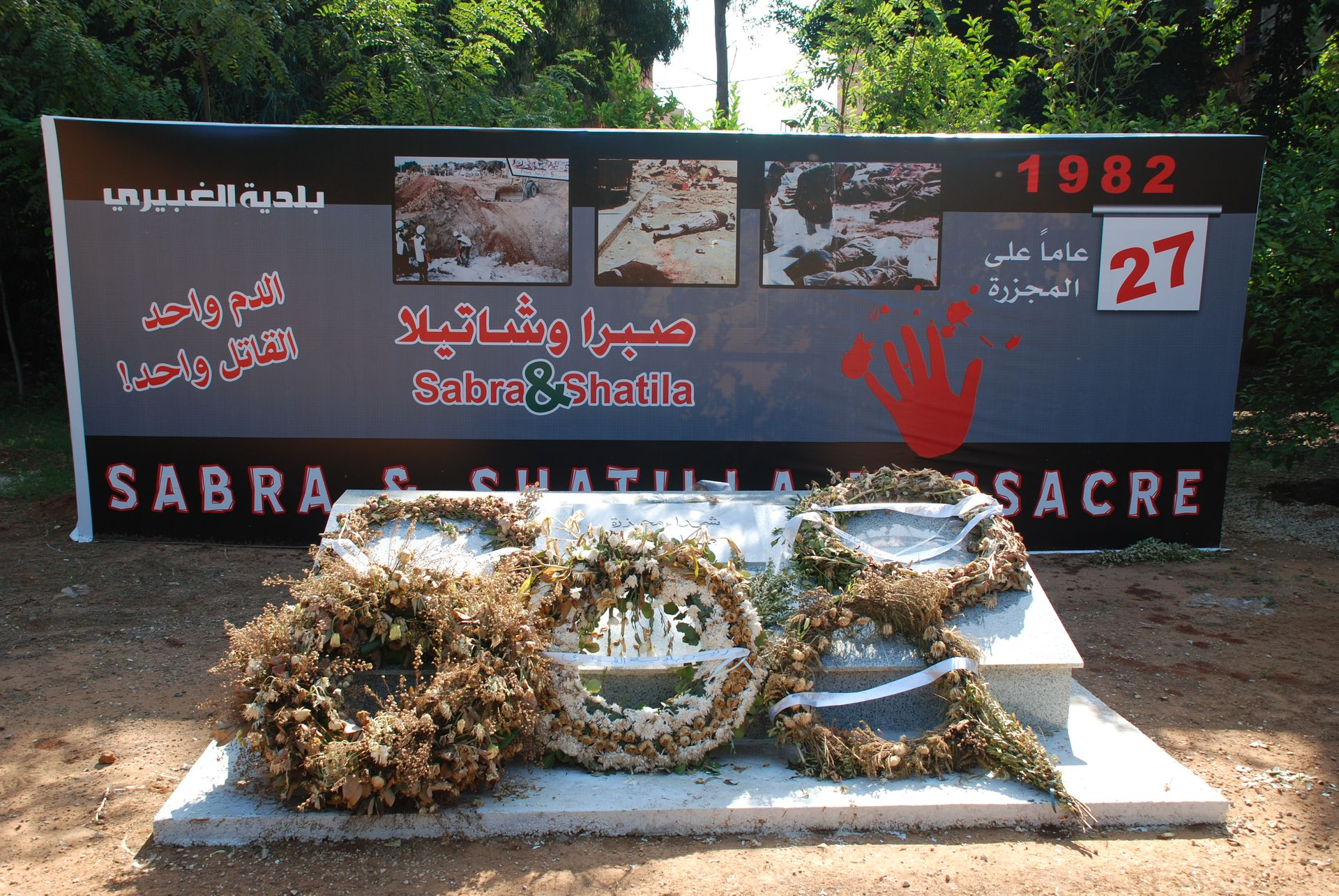
Memorial de Sabra i Xatila al sud de Beirut

Juny 1982: després d'un intercanvi de petits atacs amb els palestins, l'exèrcit israelià llança una ofensiva terrestre, assetja Beirut-Oest i s'enfronta amb les forces sirianes a la Bekaa.
Agost: elecció de Baixir Gemayel a la presidència de la república. El 14 de setembre és mort per una bomba col·locada per un membre del partit socialista nacional sirià.
16 i 17 de setembre: partidaris de Bachir perpetren una massacre als camps de Sabra i Xatila, sota la mirada de l'exèrcit israelià i sobretot sota la d'Ariel Xaron, llavors ministre de defensa d'Israel.
21 de setembre: elecció d'Amine Gemayel, germà de Baixir, a la presidència.

### El mandat d'Amine 1982-1988
Succeeix el seu germà al capdavant de l'Estat en plena invasió israeliana.
Els Estats Units ofereixen suport financer per a la reconstrucció de l'administració, de les infraestructures i de l'exèrcit. Se signa un acord en que s'estipula la fi de l'estat de guerra i una retirada israeliana condicionada per una retirada simultània de les forces palestines i sirianes. Amine Gemayel dissol el comandament de la Força àrab de dissuasió que servia de cobertura per a les tropes sirianes, el 31 de març de 1982.
El govern del president Gemayel obre negociacions de pau amb Israel que portaran a l'Acord del 17 de maig, que mai no entrarà en vigor. El cap de l'OAP, Iàssir Arafat, torna al Líban amb un petit grup de combatents, i s'embranca en enfrontaments contra els libanesos amb el suport de Síria, però se n'ha d'anar del Líban el desembre de 1983.

### La «guerra de la muntanya» (1983-1984)
Habitada per drusos i cristians, la regió del Xuf relativament perdonada per la guerra coneix una recuperació de la tensió després de la retirada israeliana. És objecte d'un conflicte entre el PSP drus i les Forces libaneses al final de l'estiu 1983. Walid Jumblatt guanya i força els habitants cristians a l'èxode.

### L'augment del poder xiïta
Les forces internacionals arriben a Beirut el 1982 en plena invasió israeliana i fan front a un clima hostil. L'abril 1983, un atemptat contra l'ambaixada americana mata 63 persones i deixa 100 ferits. El 23 d'octubre de 1983, atemptats suïcides causen la mort de 241 marines i 58 militars francesos. Aquests atemptats són reivindicats per una misteriosa organització xiïta, l'Organització del Gihad Islàmic.
Hesbol·là, aparegut el 1982 sota la instigació de l'Iran khomeinista, és acusat pels Estats Units de ser responsable dels atacs (cosa que Hesbol·là discuteix). L'organització creix en força i combat principalment contra l'exèrcit israelià. Els segrestos d'occidentals es multipliquen a Beirut.
Gener de 1986: Elie Hobeika és destituït per Samir Geagea del cap de les Forces libaneses per haver signat un acord tripartit considerat favorable a Síria.
1985- 1988: el partit Amal de Nabih Berry, amb el suport de Damasc, intenta sense èxit apoderar-se de Beirut-Oest i enfronta els altres partits del camp musulmà (el PSP, Hesbol·là i els palestins).
Juny de 1987: el primer ministre Rachid Karamé, favorable a Síria, és assassinat.

### El segrest del coronel americà Higgins
El 17 de febrer de 1988, el coronel americà Higgins, comandant en cap de l'ONUVT (Organització de les Nacions Unides per a la vigilància de la treva a Palestina), és segrestat al Líban per Hesbol·là.
El 28 de juliol de 1989, un comando israelià segresta al Sud del Líban el xeic Abdel Karim Obeid, cap espiritual i militar de Hesbol·là. Coneix els detalls de les operacions de captures d'ostatges occidentals des de 1982, entre els quals una quinzena són encara en mans de l'organització.
El 31 de juliol de 1989, Hesbol·là difon un cinta de vídeo del penjament del coronel americà Higgins, però segons fonts americans el coronel hauria estat torturat i després executat des del mes de desembre de 1988.
El president George Bush envia emissaris a Damasc i a Beirut amb els dignataris xiïtes, i dona l'ordre a dues forces aeronavals, compostes per 46 vaixells de guerra, de fer una pinça en l'eix Beirut-Damasc-Teheran posicionant-se al Mediterrani oriental i a l'entrada del Golf pèrsic.

### La Guerra d'alliberament contra Síria (1988-1989)
El setembre 1988, el mandat d'Amine Gemayel arriba al seu terme i el parlament no aconsegueix reunir-se i escollir un nou president. Gemayel designa el seu cap d'Estat major, Michel Aoun al capdavant d'un govern militar interí. Aoun es llança a una guerra d'alliberament contra Síria. Síria dona suport al govern designat des de 1986 pel president Gemayel, més favorable a la seva política, dirigit per Salim El-Hoss.
Síria fa arribar per combois de carretera als seus aliats al Líban nombrosos estocs de municions d'origen soviètic. Les milícies cristianes i l'exèrcit libanès sota el control del general Aoun reben igualment del govern iraquià algunes trameses de municions que arriben a trencar el bloqueig.
En juliol i agost de 1989, les tropes xiïtes i l'exèrcit d'ocupació siriana fan ploure centenars de milers d'obusos i d'explosius sobre les zones cristianes on hi viuen més d'un milió de persones, però ben protegida als seus refugis, la població no sofreix més que poques pèrdues. Des dels refugis del Palau presidencial de Baabda, el general Aoun fa una crida a la comunitat internacional perquè l'ajudin, i el 15 d'agost de 1989, el papa Joan Pau II denuncia el genocidi perpetrat al Líban i anuncia la seva intenció d'anar a Beirut. Pel seu costat, la Lliga Àrab condemna fermament Síria però no considera intervenir directament.
El 19 d'agost de 1989, el general Aoun reclama a França una intervenció militar i París envia el Portaavions Foch, dues fragates llançamíssils i un transport de llanxes de desembarcament. El president François Mitterrand parla de força humanitària i de salvaguarda. Finalment la resistència de l'exèrcit libanès és la més forta i l'ofensiva general dels dirians i dels seus aliats xiïtes és aturada.

### L'acord de Taïf (1989)
L'acord de Taïf va ser presentat com una temptativa de restaurar la pau, per raó dels esforços polítics d'un comitè compost pel rei Hussein I de Jordània, del rei Fahd de l'Aràbia Saudita, i del president Chadli d'Algèria. 62 diputats - cristians i musulmans - de l'antiga Assemblea nacional libanesa reunits a Taïf, adopten un document que consagra de fet l'ocupació de Síria sobre el Líban a qui aquest acord dona una base legal.
El general Michel Aoun intenta estendre el seu control a les regions cristianes controlades per les Forces libaneses, però la invasió de Kuwait per l'Iraq precipita la seva fi : els Estats units donen llum verda a Síria a canvi del seu suport a la Guerra del Golf.

## La reconstrucció

### El Líban sota tutela siriana

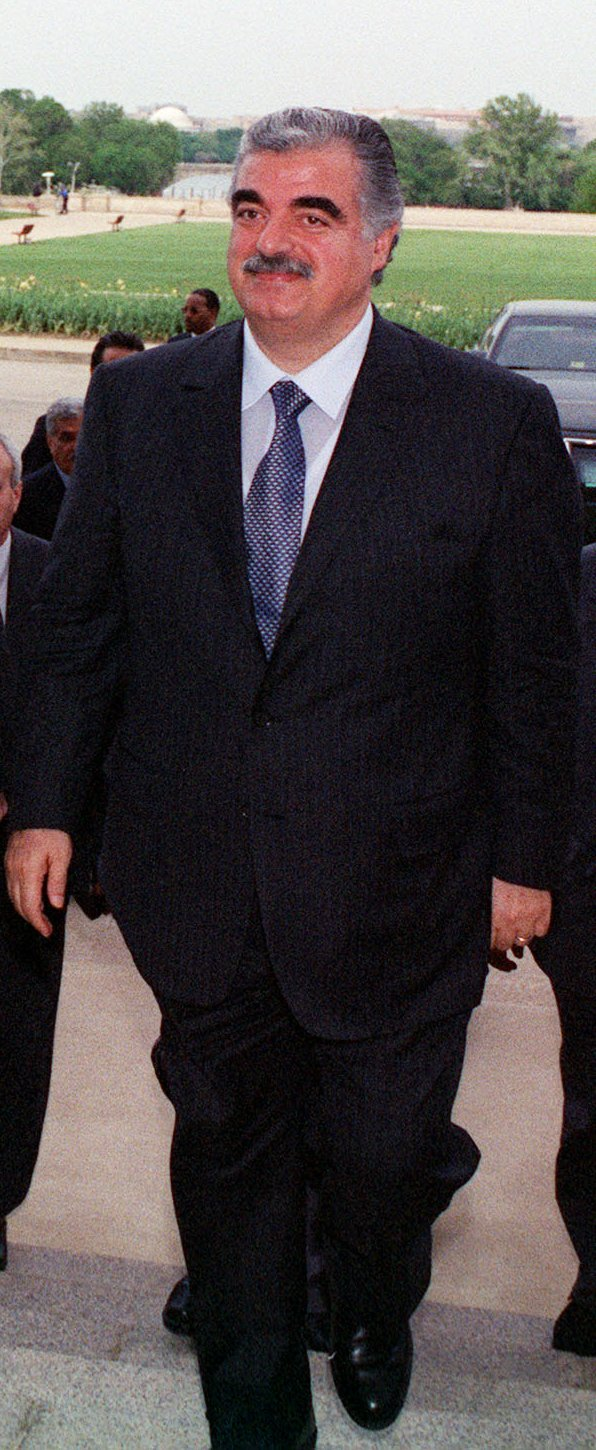
Rafik Hariri

#### Període: 1990 a 2005

##### L'escena política
El 1992, tenen lloc les primeres eleccions legislatives des de 1972, en una atmosfera de manipulació, de frustració i de boicot dels electors cristians. Rafik Hariri és escollit primer ministre i comença a estudiar la reconstrucció del país. Intenta igualment restaurar l'equilibri romput pel boicot de les eleccions pels cristians incloent més cristians en el govern. Síria el dissuadeix llavors d'aliar-se amb l'oposició cristiana.

##### Arrencada de la reconstrucció
El govern de Rafik Hariri estableix un pla de redreçament econòmic i aconsegueix estabilitzar la lliura libanesa. El seu projecte preveu restaurar la infraestructura social i econòmica i esborrar les seqüeles de la guerra.
La pedra angular d'aquesta vasta operació, les necessitats de la qual són avaluades en 10.000 milions de dòlars, és la reconstrucció del centre-ciutat de Beirut. La capital és un símbol particularment mobilitzador de la restauració de l'Estat i de la seva sobirania i Hariri vol restaurar la seva posició de peça central del món de negocis àrab.
El pla de reconstrucció de les 160 hectàrees del centre-ciutat és confiat a una societat privada anomenada SOLIDERE (Societat libanesa de reconstrucció). El pla del govern era de fer finançar la reconstrucció per inversionistes privats, libanesos i àrabs.
El projecte aixeca una forta controvèrsia. Rafik Hariri és acusat d'utilitzar la seva posició privilegiada per obtenir una part important dels contractes d'obres públiques i els propietaris dels immobles del centre-ciutat són expulsats i pagats en accions SOLIDERE d'un valor molt inferior al seu bé.

##### Les conseqüències socials de la guerra
La guerra va conduir a l'esfondrament de la classe mitjana i a una forta pauperització de la població. Les infraestructures (transports, xarxes de distribució d'aigua, d'electricitat, telefonia) van ser fortament malmeses. Els combats van obligar a l'exili d'una part de la burgesia, la qual cosa va privar el país de recursos humans i financers importants. Entre 100 i 300.000 persones havien mort en un país de 3 milions i mig d'habitants i aproximadament 900.000 persones van ser desplaçades.
El Líban va perdre la seva posició de metròpoli econòmica de l'Orient Mitjà d'abans 1975, principalment en benefici de Dubai i dels països del Golf.

#### El Líban des de 1990

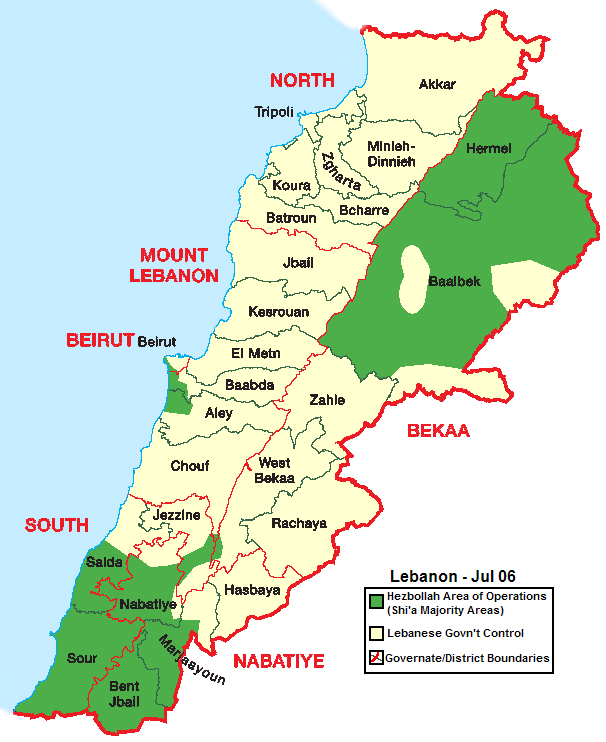
Zones de majoria xiïta (en verd) al Líban el 2006, on Hesbol·là té més força

El 1990, després de l'Acord de Taïf, les violències de la guerra arriben a la seva fi. Amb la caiguda del general Michel Aoun després d'una ofensiva sírio-libanesa el 13 d'octubre de 1990, la guerra finalitza oficialment. Haurà fet 150 000 morts i centenars de milers de ferits, d'exiliats i de desplaçats. El règim sirià, amb l'acord tàcit de la comunitat internacional, instal·la un règim al seu servei, en el qual designa presidents, ministres, diputats i funcionaris segons els seus interessos. El deute del país augmenta en gran part a causa del pillatge organitzat per l'ocupant. Tota oposició és reprimida i les llibertats són suprimides. Un règim policíac i autoritari es desenvolupa sota el mandat del president Émile Lahoud.
En 2000, l'exèrcit d'ocupació israelià es retira del sud del Líban que Israel ocupa des de 1978. Hesbol·là es presenta llavors com l'alliberador d'aquesta regió i apareix així com la primera força política al Líban sense que els diferents conflictes interns al país estiguin resolts. És per això que, el 2004, el Consell de Seguretat de l'ONU exigeix per la resolució 1559 de la Síria que retiri les seves forces del Líban. Demana també que es posi fi a les activitats militars de la milícia de Hesbol·là i reclama el desplegament de l'exèrcit libanès sobre el conjunt de la frontera internacional amb Israel.
Aquesta resolució continua sent paper mullat i, el 2005, l'antic Primer Ministre Rafik Hariri és assassinat en un atemptat amb camió bomba el 14 de febrer mentre que el diputat i antic ministre Bassel Fleyhane, molt greument ferit en l'atemptat, mor el 18 d'abril del 2005. Aquest atemptat provoca una crisi tant nacional com internacional, ja que una part dels libanesos i la majoria dels diplomàtics estrangers denuncien la implicació de Síria en aquest atemptat. Tanmateix, ni França, ni els Estats units que són les dues potències estrangeres més implicades en la crisi libanesa, no acusen explícitament Síria. Als carrers de la capital Beirut, una part dels libanesos es manifesten contra la presència siriana, i des d'aquest atemptat cada any té lloc una festa per retre-li homenatge. Tanmateix, el moviment se seguí de manera diversa al país però els manifestants, essencialment sunnites, drusos i cristians, amb el suport dels països occidentals, saben que Síria no pot utilitzar la força sense exposar-se a mesures militars o econòmiques de la Unió Europea o dels Estats Units.
La crisi s'entortolliga des del 28 de febrer, quan el Primer Ministre pro-sirià Omar Karamé remet la seva dimissió a l'Assemblea nacional, que empeny els partits pro-sirians xiïtes d'Amal i de Hesbol·là a organitzar el 8 de març una contra-manifestació que aplega centenars de milers de persones. Omar Karamé és designat de nou Primer Ministre i la crisi continua.
L'essència de la crisi gira al voltant del paper de Síria en la vida política libanesa : mentre que les forces sirianes es retiren lentament del Líban, més de 200.000 persones es reuneixen el 13 de març a la ciutat de Nabatiyé (75 km al sud de Beirut) per denunciar les ingerències estrangeres occidentals i protestar contra la resolució 1559. La situació condueix l'oposició libanesa a cridar a una nova manifestació, el 14 de març, per refusar l'ocupació siriana i el règim pro-sirà que hi ha a Beirut; la manifestació aplega un milió de manifestants. La multitud reclama, sobre el lloc dels màrtirs, la veritat sobre l'assassinat de Rafik Hariri la sortida de la presència siriana i la del govern Karamé. El general Michel Aoun, que havia declarat el 1989 una guerra d'alliberament contra l'invasor sirià, anuncia la seva tornada després de 15 anys d'un exili forçat a França, tornada que es farà efectiva el 7 de maig.
En conseqüència, el 15 de març, Síria després d'haver declarat a l'ONU la seva intenció de retirar el conjunt de les seves forces i personal d'informació del Líban, abans les eleccions legislatives libaneses que havien de celebrar-se el maig, comença a replegar-se de manera significativa. En els dies posteriors, dos atemptats amb cotxe bomba mantenen una tensió elevada.
El 24 de març, la missió de l'ONU dirigida per Sean Fitzgerald acusa els serveis de seguretat libano-sirians d'haver maquillat l'escena del crim i haver creat un clima propici a l'homicidi de Hariri. Tanmateix, la missió no acusa els governs libanès i sirià de ser responsables de l'atemptat.
El 14 d'abril, l'endemà de la dimissió del primer ministre Omar Karamé, Najib Mikati és designat Primer Ministre d'un govern de transició encarregat d'organitzar noves eleccions. Membre de la facció pro-siriana tanmateix acceptat per l'oposició i sembla un compromís vàlid entre les dues faccions.
El 26 d'abril, les forces armades sirianes semblen haver-se retirat del Líban segons una primera inspecció de l'ONU. Es reserva la seva resposta en relació amb les oficines d'informació sirianes per a les quals cal una inspecció més profunda. Els Estats Units i l'ONU no creuen a l'evacuació de les oficines d'informació sirianes i anuncien missions d'inspeccions suplementàries. Denuncien d'altra banda l'existència d'una llista negra, elaborada per Síria, contra opositors libanesos.

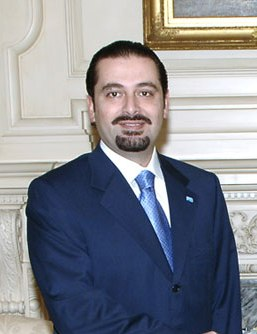
Saad Hariri

Del 29 de maig al 19 de juny tenen lloc les eleccions legislatives. La coalició antisiriana, dirigida per Saad Hariri, el fill del Primer Ministre assassinat, guanya 72 dels 128 escons. Una successió d'atemptats a què es dirigeix decapitarà llavors en els mesos segueixen l'oposició antisiriana : és en principi, el 2 de juny, un atemptat amb cotxe bomba mata el periodista Samir Kassir. Editorialista del diari An Nahar a Beirut (Achrafieh), cofundador del Partit de l'Esquerra Democràtica, havia pres posició en nombroses vegades contra les activitats de Síria al Líban i havia denunciat públicament les amenaces directes de part d'agents sirians. El 21 de juny, quan l'antic secretari general del Partit comunista libanès (PCL) Georges Hawi és al seu torn assassinat en un atemptat amb un cotxe bomba en el centre de Beirut (Wata Moussaytbeh). Des del moment en què es coneix la mort de Hawi, el secretari general del PCL, Khaled Hadada, assenyala amb el dit els agents vinculats a Síria al si dels serveis d'informació libanesa.
El 12 de juliol, el ministre de la defensa Élias Murr és ferit en un atemptat amb cotxe bomba al nord-est de Beirut. El 25 de setembre, May Chidiac, periodista de la televisió LBC i partidària de les Forces libaneses, és greument ferida en un atemptat amb cotxe bomba a Jounieh. És amputada de la mà i de la cama esquerra. Finalment, el 12 de desembre, el diputat cristià Gébrane Tuéni, director del diari An Nahar, és assassinat per l'explosió d'un cotxe bomba a Beirut (Mkallès). L'atemptat fa altres tresm orts. El seu pare Ghassan el reemplaça com a diputat el 21 de gener del 2006.
Des del mes de juny, els Estats Units havien demanat a l'ONU una investigació internacional i agents de l'FBI i serveis secrets francesos van ser enviats sobre el terreny. El 30 d'agost, el procurador general alemany Detlev Mehlis, comissionat per l'ONU per investigar sobre l'homicidi de Hariri, feu arrestar 4 generals pro-sirians, sospitosos d'haver preparat i haver facilitat el crim. Ocupant llocs-claus dels serveis de seguretat sota l'ocupació siriana, aquests generals havien posat metòdicament traves a tota oposició al règim de Damasc. Havien dimitit en resposta a les pressions del carrer. Finalment, el 20 d'octubre, Detlev Mehlis remet la seva relació al Secretari general de l'ONU Kofi Annan. Acaba en una implicació quasi-segura de les oficines d'informació sirianes i libaneses. Síria i el President libanès Émile Lahoud, qüestionat en la relació, desmenteixen vigorosament tota implicació en l'assassinat.
La crisi coneix una calma relativa després de la fi de 2005. El 6 de febrer del 2006, després de diversos mesos de negociacions, el general Michel Aoun i el Sayyed Hassan Nasrallah, que representen respectivament el Corrent Patriòtic Lliure i Hesbol·là signen un document d'entesa nacional de 10 punts en relació amb el futur del Líban. Els principals punts d'aquest document d'entesa són actualment represos en tots els acords del diàleg nacional libanès sempre en curs.
Però la implicació de Hesbol·là en la vida política libanesa provocarà una nova crisi, la gravetat de la qual serà completament diferent. El 12 de juliol, en resposta a la captura de dos soldats israelians per part de Hesbol·là a la frontera amb Israel, esclaten violents combats esclaten entre ambdues parts. El Primer Ministre de l'estat hebreu, Ehud Olmert assenyala el govern libanès com a responsable de la degradació de la situació. Per a ell, és un casus belli. Israel no declara tanmateix oficialment la guerra a l'Estat libanès…; ja que la pau mai no ha estat signada des de la primera guerra araboisraeliana de 1948 (el Líban i Israel no han signat des de llavors més que un alto el foc). El 13 de juliol, l'aeroport de Beirut i diversos punts estratègics (ponts, carreteres, ports, aeroports, bases militars…;) són bombardejats per l'exèrcit israelià, la qual cosa comporta greu danys a una economia libanesa ja sobreendeutada per les despeses de reconstrucció compromeses des de la fi de guerra civil. El 30 de juliol, un bombardeig israelià sobre un immoble de 3 pisos a Qana, immoble que segons l'exèrcit israelià era una base de llançament de míssils Katiúixa, provoca la mort de 28 a 57 persones, dels quals 16 a 33 eren nens (segons els socorristes libanesos i les ONG). La violència d'aquests bombardejos com d'aquells que efectua Hesbol·là sobre el territori israelià provoquen la reacció del Consell de Seguretat de l'ONU i després de la resolució 1701 la tramesa o el reforç de les forces d'interposicions de la FINUL i la treva dels combats a partir del 14 d'agost de 2006.

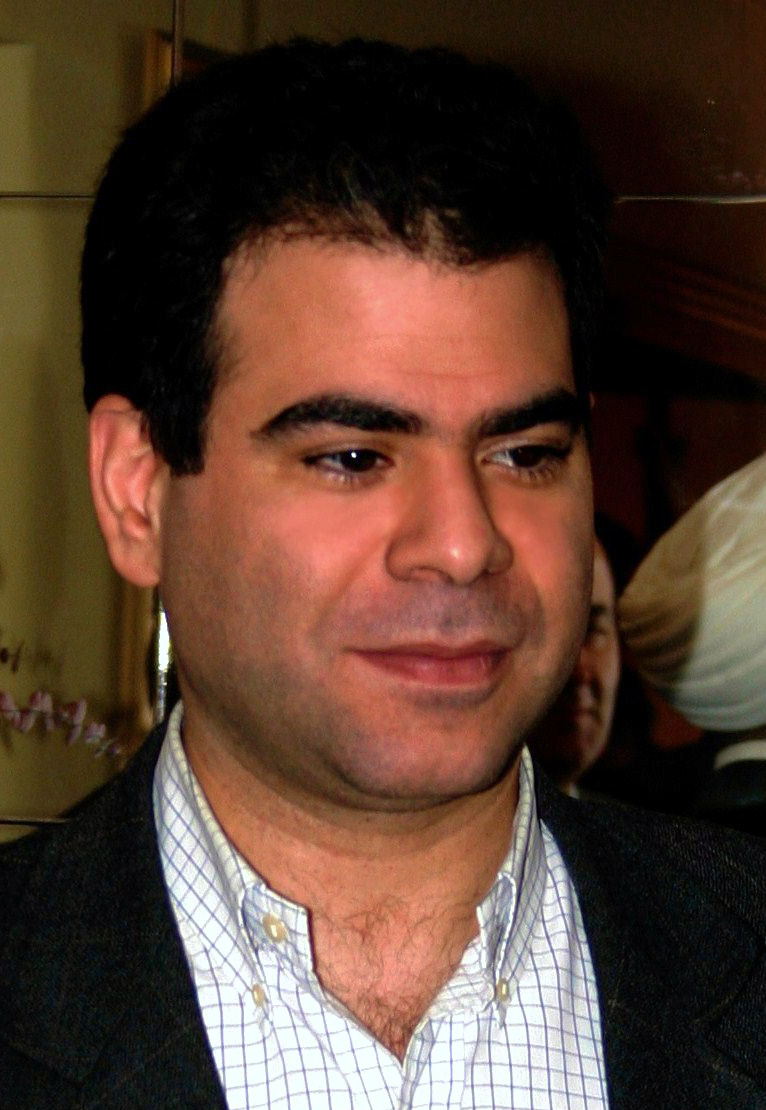
Pierre Amine Gemayel

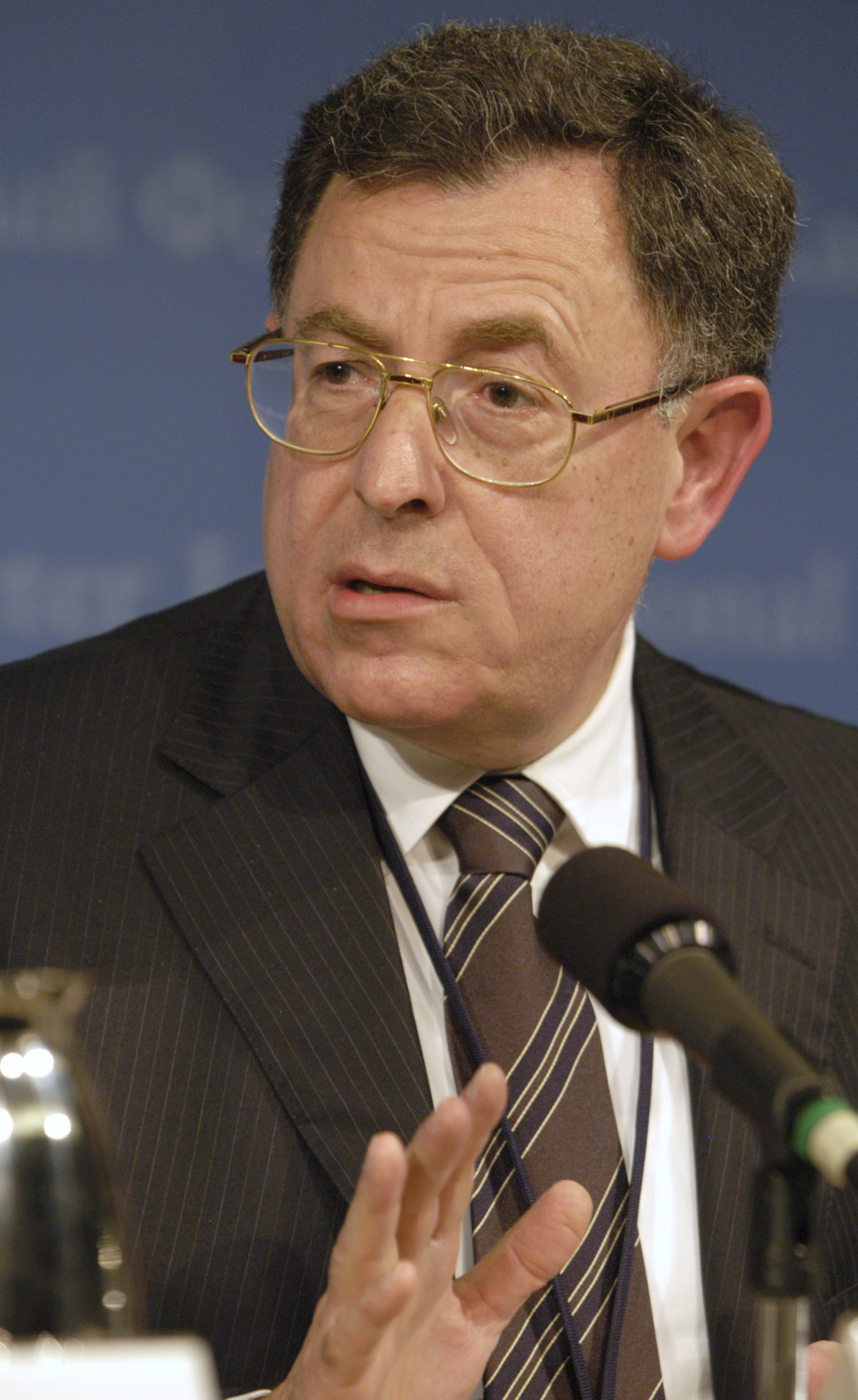
Fouad Siniora

Els atemptats no s'interrompen per tant: el 21 de novembre, el ministre d'indústria, Pierre Amine Gemayel, fill d'Amine Gemayel, antic President de la República Libanesa, és assassinat a bord del seu vehicle als voltants de Jdeideh, als afores de Beirut, la qual cosa portarà l'oposició libanesa, principalment constituïda del partit Hesbol·là, del moviment Amal i del Corrent Patriòtic Lliure a organitzar una seguda l'1 de desembre al centre-ciutat de Beirut, de cara al "Gran Serrall", seu del govern de Fouad Siniora (procedent de les "forces del 14 de març"), del qual demanen la constitució d'un govern d'unió nacional.
El 13 de juny del 2007, el diputat Walid Eido, membre de la majoria, i el seu fill, són assassinats en un atemptat amb cotxe bomba, el que llança una vegada més el Líban al camí de la guerra civil. Els tres mesos de combats sagnants al camp de Nahr-El-Bared al nord del país s'acaben el 2 de setembre de 2007, quan l'exèrcit libanès esclafa Fatah a l'islam (un grup terrorista sunnita) i pren el control del camp, la qual cosa desencadena la gatzara del poble libanès. L'exèrcit libanès mata així 222 terroristes i en captura 202, la qual cosa el converteix en el primer exèrcit del món que combat amb èxit l'islamisme armat. Aquesta batalla acosta les diferents faccions que separaven el poble libanès, i l'exèrcit en surt més fort políticament. La campanya militar, tanmateix, deixa 163 morts entre els militars.
La crisi repunta, tanmateix, una vegada més, des del 19 de setembre del 2007, amb la mort del diputat de la majoria Antoine Ghanem i de diverses altres persones, quan esclat un cotxe bomba a Sin el-Fil, als afores de Beirut. La majoria no posseeix doncs en teoria més que de 68 diputats, del total de 128 que té l'assemblea nacional. N'hi hauria prou doncs en principi que faltessin 4 vots en una votació perquè ja no hi hagi majoria absoluta a les eleccions presidencials. Aquesta situació explica que a partir del 23 de novembre de 2007, al final del mandat del president Émile Lahoud, el país es quedi sis mesos sense president.
De resultes de l'atac de les milícies de Hesbol·là i simpatitzants dels barris de Beirut Oest (amb predomini sunnita) el conjunt dels partits va prendre la decisió (Acord de Doha) d'escollir un president consensual i de formar un govern d'unió nacional en espera del resultat de les eleccions parlamentàries del 7 de juny de 2009.

## El Líban des de 2008

Bandera del Moviment Futur

El 25 de maig de 2008, el general Michel Sleiman, comandant en cap de l'exèrcit, és escollit per a la presidència de la República libanesa. Guanya 118 sufragis sobre 127, 6 parlamentaris van votar en blanc i 3 vots van ser considerats com a nuls.
El 7 de juny de 2009 tenen lloc les eleccions legislatives. S'enfronten dos bàndols: d'un costat la coalició conduïda per Saad Hariri i el seu Moviment Futur, de l'altre l'aliança de Hesbol·là (considerada com a pro-iraniana) i del Corrent patriòtic lliure (CPL) de Michel Aoun. Amb 71 escons, el Bloc del 14 de març, de Saad Hariri, guanya les eleccions. L'aliança conduïda per Hezbollah n'obté 57.
El 27 de juny de 2009, Saad Hariri és designat president del Consell dels Ministres després que una majoria de 86 diputats s'hagués pronunciat a favor seu al Parlament libanès, però abandona el 10 de setembre, a falta de majoria per formar el seu govern. El 16 de setembre, el Parlament atorga la confiança a Saad Hariri, el president Michel Sleiman l'encarrega de nou de formar un govern d'unió nacional. Aquest govern plega el 12 de gener de 2011, de resultes de la dimissió de més d'un terç dels ministres. El seu successor, Najib Mikati, investit el 25 de gener del 2011, anuncia el seu govern el 13 de juny de 2011.

## Invasió israeliana del Líban de 2024
La Invasió israeliana del Líban de 2024 va començar el 30 de setembre de 2024 com a part del Front nord de l'operació Espases de Ferro, obert en resposta als atacs de Hezbol·là a Israel en suport a l'atac de Hamàs a Israel de 2023 i va tenir com a objectiu d'erradicar les forces i les infraestructures de Hezbol·là que podrien suposar una amenaça per a les comunitats civils del nord d'Israel. Hezbol·là va dir que pretenia pressionar Israel forçant-lo a lluitar en dos fronts.
El 26 de novembre de 2024 es va acordar un alto-el-foc en condicions favorables a Israel amb ànim d'implantar la Resolució 1701 del Consell de Seguretat de les Nacions Unides després de la mort dels principals comandants de Hezbol·là i més de 3.000 persones i un milió de desplaçats, donant temps per a la retirada israeliana fins a final de gener de 2025, que posteriorment es va allargar fins al 28 de febrer per fer efectiva la retirada, però l'exèrcit israelià va romandre en cinc turons estratègics fins la implementació completa de l'acord per l'exèrcit libanès. La caiguda d'Assad el 8 de desembre de 2024 a la Guerra Civil siriana va trencar efectivament la ruta d'armes, material i personal des de l'Iran a Hezbol·là quedant aïllada al sud del Líban, encara més afeblida i vulnerable a l'atac o la infiltració israeliana.

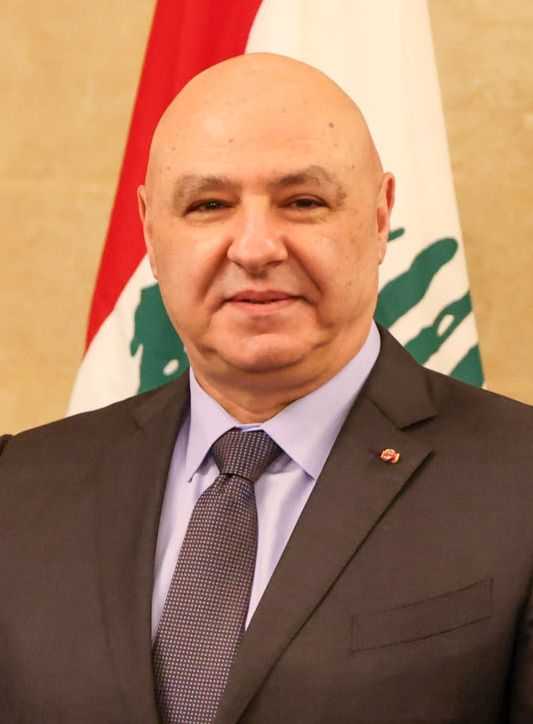
El president Joseph Aoun

El 9 de gener de 2025 el parlament del Líban va elegir el cap de l’exèrcit, Joseph Aoun, com a nou president, i Nawaf Salam va ser escollit primer ministre per rellevar al primer ministre en funcions Najib Mikati el 8 de febrer de 2025.
El 7 d'agost de 2025 el gabinet de Nawaf Salam va aprovar els objectius de la proposta dels Estats Units de desarmar Hezbol·là a finals d'any, juntament amb la fi de les operacions militars d'Israel al país, sense establir terminis específics, tot i la negativa de l'organització, expressada pel seu líder Naim Qassem.